# Echis khosatzkii
Echis khosatzkii là một loài rắn trong họ Rắn lục. Loài này được Cherlin mô tả khoa học đầu tiên năm 1990.

## Hình ảnh

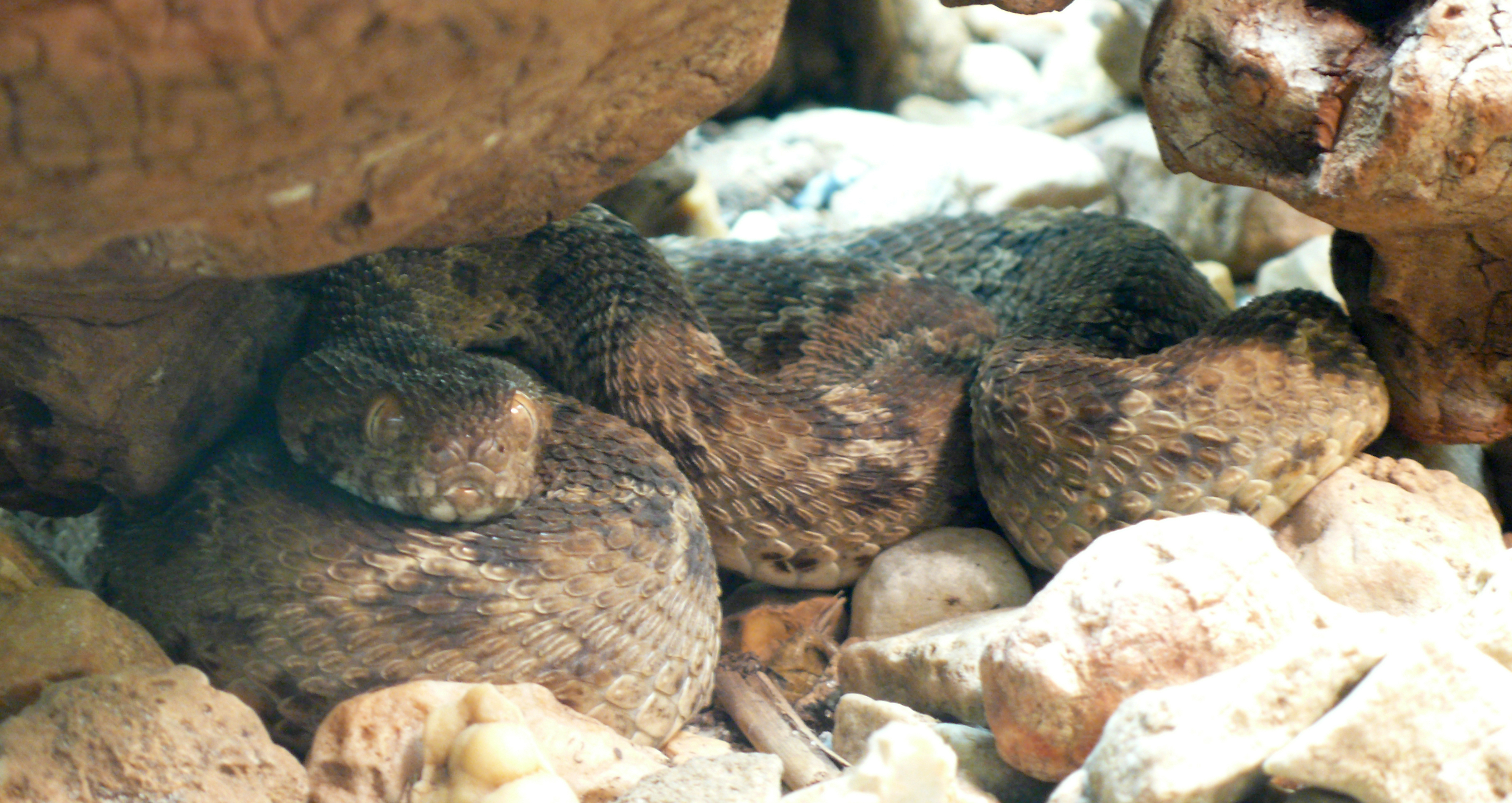
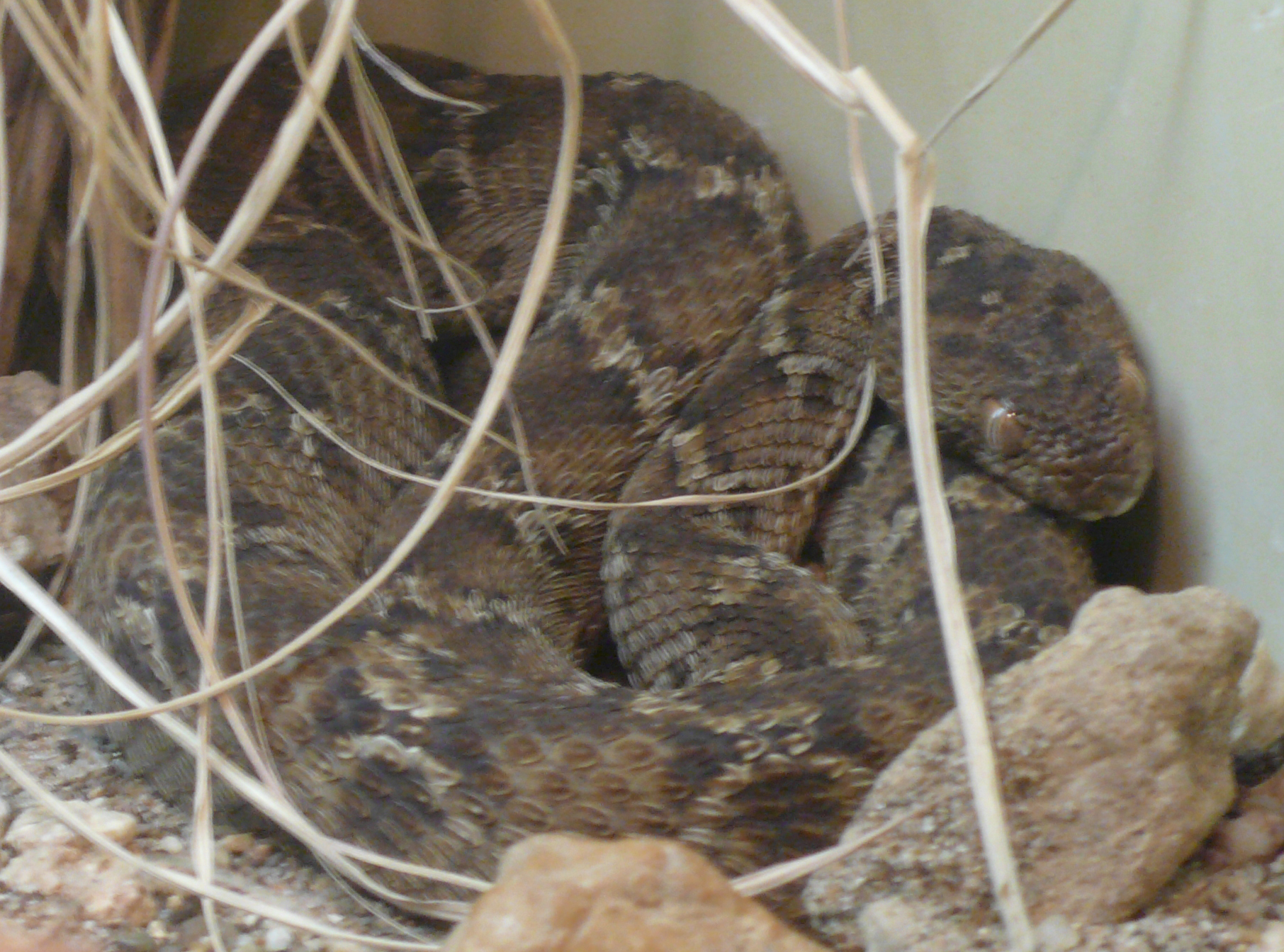